# Lycopodium gayanum
Lycopodium gayanum är en lummerväxtart som beskrevs av Rémy. Lycopodium gayanum ingår i släktet lumrar, och familjen lummerväxter. Inga underarter finns listade i Catalogue of Life.